# Mickaël Antoine-Curier
Mickaël Antoine-Curier (Orsay, 5 marzo 1983) è un ex calciatore francese, di ruolo attaccante.

## Carriera

### Club

#### Gli inizi
Antoine-Curier giocò, a livello giovanile, per il Paris Saint-Germain e per il Nizza. Si trasferì poi in Inghilterra, per giocare nel Preston North End prima e nel Nottingham Forest poi. Giocò inizialmente nella formazione Academy, diventandone capocannoniere con 22 reti in 19 incontri. Passò poi in prestito al Brentford.
Nel 2003 passò, a titolo definitivo, all'Oldham Athletic. Giocò poi nel Kidderminster, nel Rochdale, nello Sheffield Wednesday, nel Notts County e nel Grimsby Town.

#### In Norvegia
Antoine-Curier si trasferì poi in Norvegia, per giocare nel Vard Haugesund. Debuttò nella 1. divisjon l'8 agosto 2004, nella sconfitta per 9-1 in casa del Sandefjord, dove segnò la rete della bandiera in favore della sua squadra. A fine stagione, la squadra retrocesse. L'attaccante restò però in squadra.
Nel 2006 passò allo Haugesund. Esordì il 9 aprile, giocando titolare nel successo per 1-0 sul Follo. Il 23 aprile segnò le prime reti, quando fu autore di una doppietta nel 4-0 contro il Manglerud Star.

#### In Scozia
Nel 2007 fu invitato da John Collins a sostenere un provino per lo Hibernian. Giocò un incontro amichevole contro il Livingston, segnando 4 reti nel successo per 5-2 della sua squadra. Il capitano dello Haugesund Kevin Nicol, ex calciatore del club scozzese, ne consigliò l'ingaggio. Il 31 agosto, Antoine-Curier firmò un contratto dalla durata annuale.
Debuttò nella Scottish Premier League il 15 settembre, nel pareggio per 1-1 contro il Falkirk. Il 29 settembre segnò la prima rete, nel successo per 4-1 sul Kilmarnock. Il suo spazio andò però in diminuzione.
A gennaio 2008 passò allora in prestito al Dundee. Segnò 6 reti nelle prime 4 presenze, inclusa una tripletta realizzata ai danni dello Stirling Albion. Il 7 maggio firmò un contratto triennale con questa squadra.
Circa un anno dopo, passò in prestito allo Hamilton Academical. Esordì in squadra il 13 settembre 2009, giocando e andando a segno nel successo per 2-0 contro lo Hibernian. Il 15 ottobre 2010, il suo contratto con il Dundee fu annullato, poiché il club entrò in amministrazione controllata. L'11 gennaio 2011, dopo essersi ripreso da un infortunio, tornò a giocare nello Hamilton Academical, con un contratto valido fino a fine stagione.

#### A Cipro
A luglio dello stesso anno, firmò un accordo biennale con l'Ermis Aradippou. Il contratto fu però annullato a causa delle difficoltà economiche del club. Assieme ad alcuni compagni di squadra, allora, seguì il vecchio presidente dell'Ermis Aradippou all'Ethnikos Achnas.

### Nazionale
Antoine-Curier gioca per la selezione guadalupense, non riconosciuta ufficialmente dalla FIFA. Conta 16 presenze e 6 reti. Partecipò anche alla CONCACAF Gold Cup 2009, dove la formazione raggiunse i quarti di finale della competizione.

## Palmarès

### Club

#### Competizioni nazionali
- Campionato inglese di quarta divisione: 1

Burton: 2014-2015